# Sahaptins
Cet article concerne un peuple amérindien. Pour leur langue, voir Sahaptin.

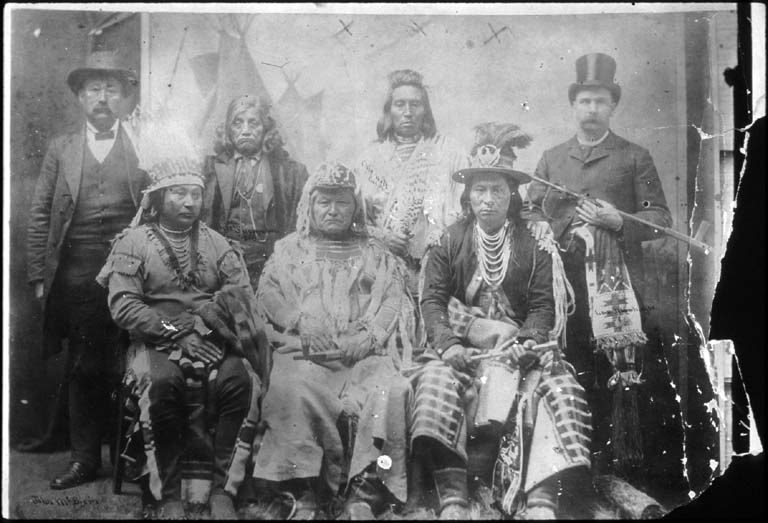
Photo de plusieurs Chefs Sahaptins

Les Sahaptins sont une tribu indienne qui habitait avec les Wallawalla et Kliketat le bassin moyen et supérieur du fleuve Colambia. Ils servaient d'intermédiaires pour le commerce entre la côte et l'intérieur du pays. Les Sahaptin vivaient en 1900 en deux groupes, dans les territoires des États d'Idaho et de Washington. Ils étaient alors 1 863.